# Madrigal
En madrigal er et flerstemmigt vokalstykke på italiensk, engelsk, tysk eller fransk med verdsligt indhold. Der findes to slags madrigaler, der kun har lidt tilfælles udover navnet: Trecento-madrigalen fra det 14. århundrede og madrigalen fra det 16. og 17. århundrede.
Det findes flere teorier om oprindelsen til navnet madrigal:
- materialis – verdslig
- matricalis – på modersmål, dvs. italiensk
- mandrialis – tilhører hjorden, teksten har ofte et pastoralt indhold

## Trecento-madrigalen
Trecento-madrigalen stammer fra midten af det 14. århundrede. Her handler den ofte om kærlighed eller erotisk tema, og også om naturen. Teksten er enkelt opbygget af terzetti, vers med tre linjer, og coppia, ritornell (refræn) med to linjer. Melodien følger teksten, først i perioden tostemt, senere trestemt, med en svært virtuos og koloraturagtig overstemme og enkel støttende understemme. I terzettien begynder og slutter hver linje med en melisme – en lang melodi på en enkelt stavelse. Terzettien havde hele tiden samme melodi, coppiaen stadig en ny melodi, gerne i en danseagtig tre-takt og væsentlig kortere end terzettien.
- Digtere: Petrarca, Boccaccio og andre
- Komponister: Jacopo da Bologna, Piero da Firenze, Francesco Landini

| Musik | Spire Denne musikartikel er en spire som bør udbygges. Du er velkommen til at hjælpe Wikipedia ved at udvide den. |